# Kaple Panny Marie Růžencové (Buków)
Kaple Panny Marie Růžencové, polsky Kaplica Matki Boskiej Różańcowej nebo Zabytkowa drewniana kaplica w Bukowie, je památkově chráněná historická dřevěná kaple v Bukowě v gmině Lubomia, v okrese Wodisławském ve Slezském vojvodství v Polsku. Náleží pod římskokatolickou církev farnosti Panny Marie Pomocné v Bukowě. Stojí na trojúhelníkovém náměstí (Kaczy Rynek) vedle eklektického římskokatolického kostela Panny Marie Pomocné. Kaple je zapsána ve vojvodském seznamu památek pod registračním číslem 563 ze dne 30. listopadu 1957 a 735/66 z 5. srpna 1966 a je součástí Stezky dřevěné architektury ve Slezském vojvodství.

## Historie
Kaple byla postavena v roce 1770 (datum je vytesán v nadpraží). Částečně byla zničena při povodni v roce 1997. Obnova a rekonstrukce byly prováděny v třicátých a šedesátých letech 20. století. Po povodni byla kaple obnovena v roce 1997 a v restaurována v letech 2015 až 2018.

## Popis
Kaple je orientovaná dřevěná roubená stavba na půdorysu obdélníku s trojbokým závěrem, postavená na vysoké kamenné podezdívce. Střecha je sedlová krytá šindelem nad závěrem je valbová. Na střeše je šestiboký sanktusník s lucernou a cibulovou střechou. V západním průčelí jsou dvoukřídlé okované dveře, ke kterým vedou betonové schody. Nade dveřmi je trojúhelníkový štít s podlomenicí.
V interiéru je plochý strop a skříňový oltář. Vybavení je novodobé.

## Galerie

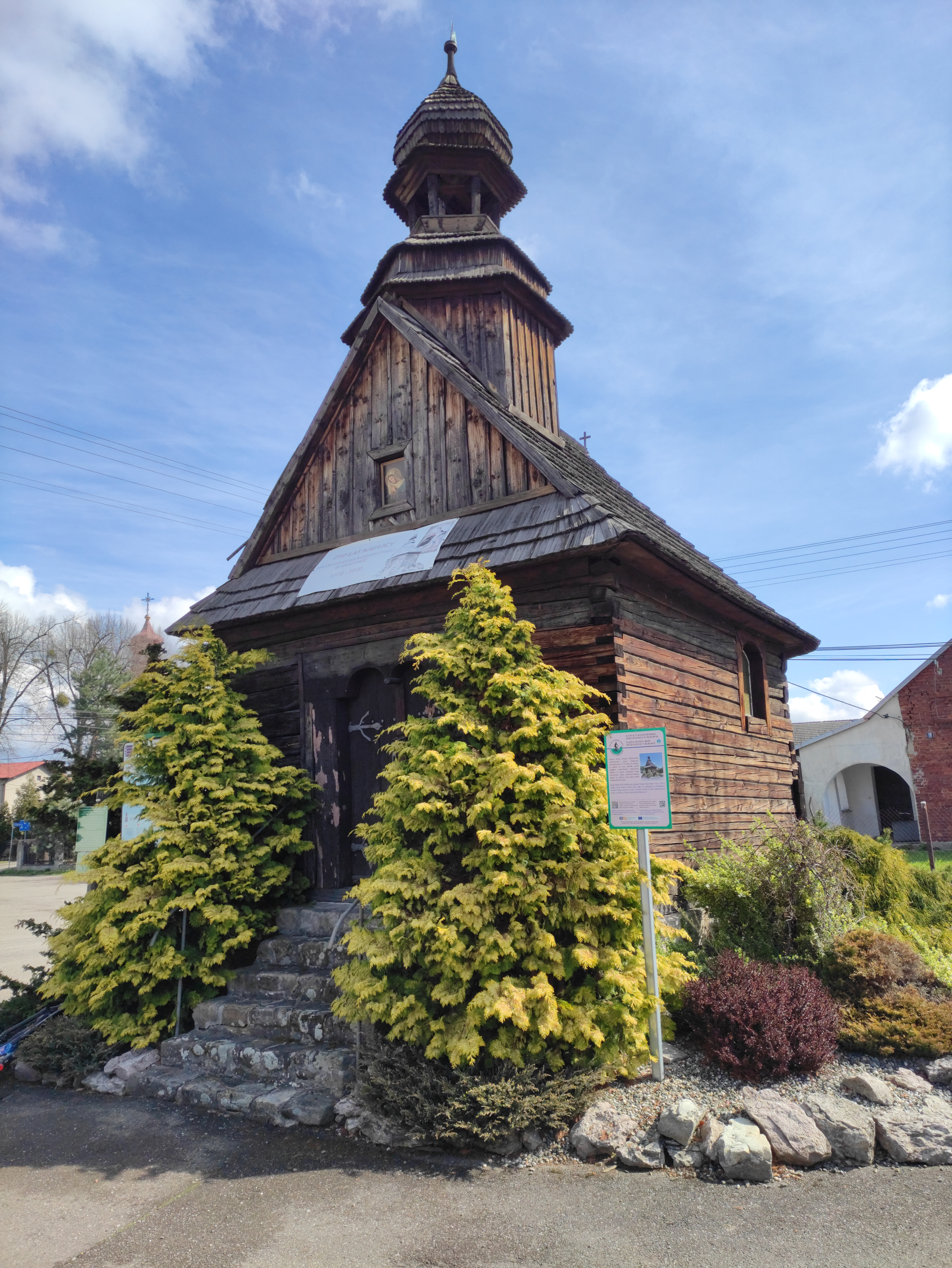
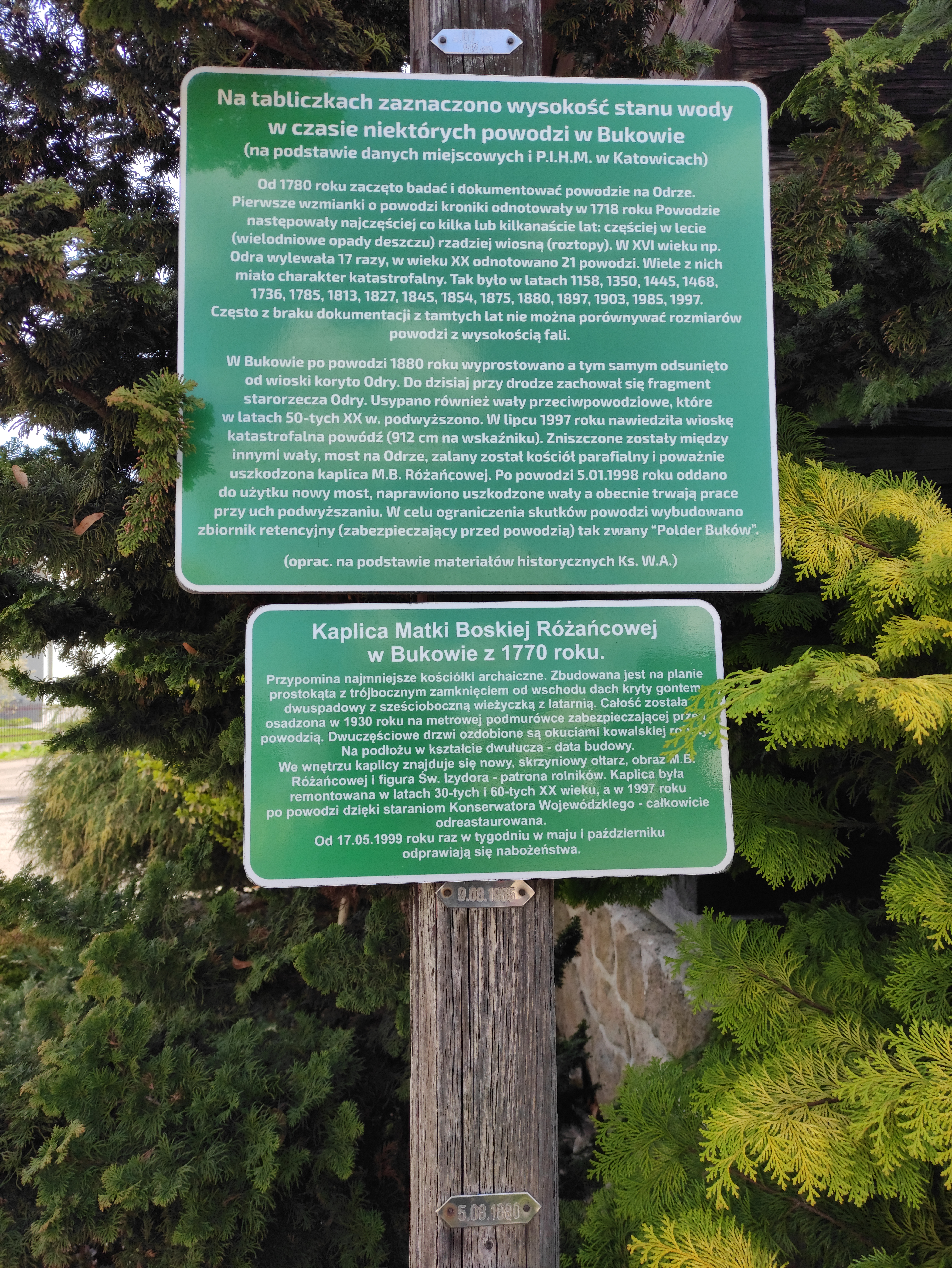
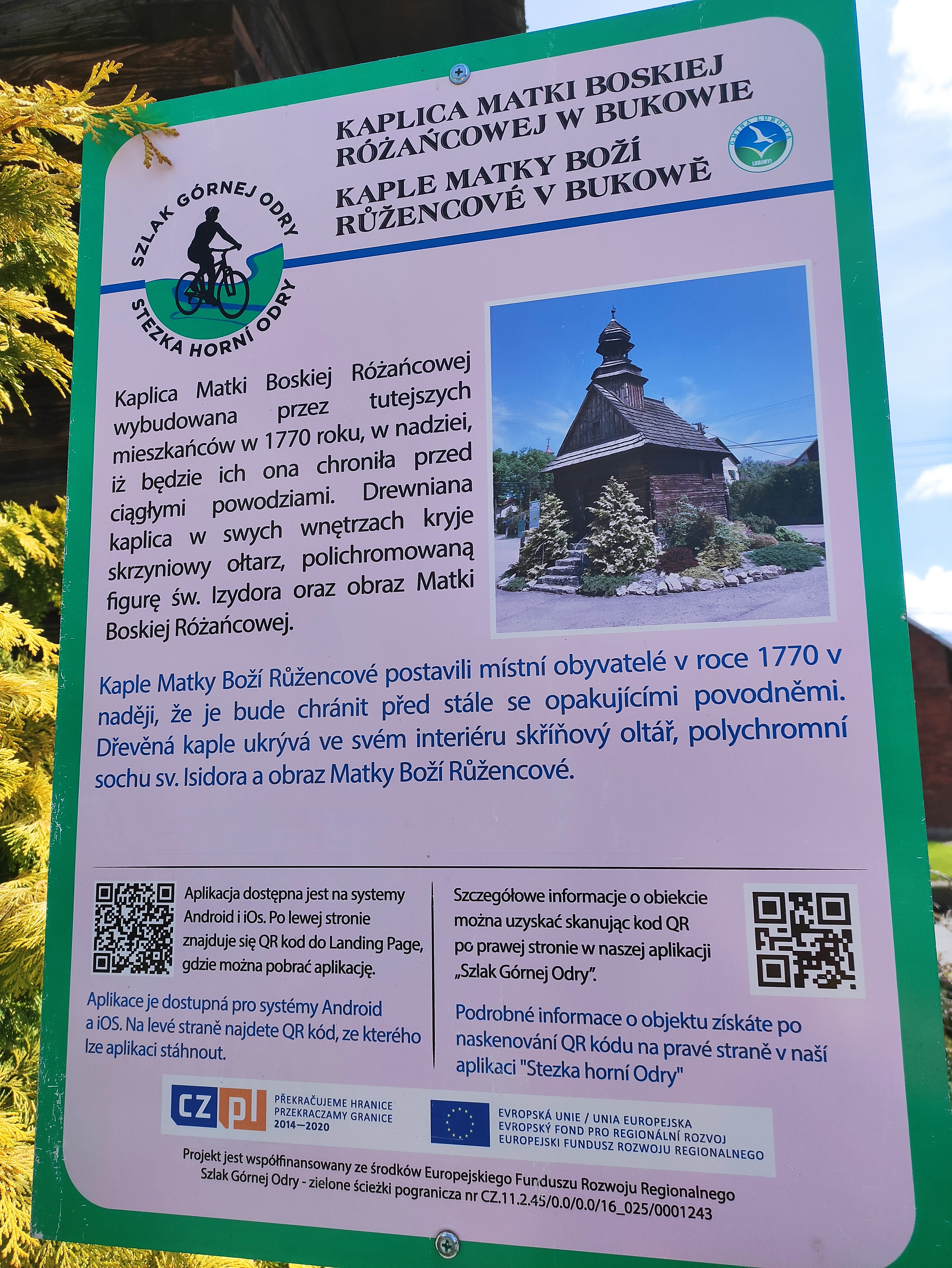

## Další informace
Kaple se nachází také na trase mezinárodní cyklostezky Stezka Horní Odry. U kaple jsou informační panely a také označení výšky maximálních hladin vody při zatopení kaple při povodních.  